# Хронология войны в Донбассе (2017)
Данная статья является частью хронологии войны на Донбассе и описывает события, произошедшие в 2017 году.

## 2017 год
10 января украинские силовики попытались захватить населённый пункт Спартак, находящийся под Донецком. Сепаратисты ДНР отбили атаку.
27 января первый глава ЛНР Валерий Болотов скоропостижно скончался в своей московской квартире в результате острой сердечной недостаточности. Его вдова заявляла, что мужа отравили. В своём последнем интервью в декабре 2016 года Валерий Болотов обвинил Игоря Плотницкого, занимавшего в августе 2014 года пост министра обороны ЛНР, в предательстве и захвате власти.
29 января  сразу на нескольких участках линии соприкосновения в Донбассе возобновились боевые действия, которые к 31 января переросли в противостояние с применением тяжёлых вооружений. Эпицентром противостояния стали населённые пункты Авдеевка и Ясиноватая, находящиеся в нескольких километрах от Донецка, а также посёлок Коминтерново, расположенный в южной части ДНР, на Мариупольском направлении. Обе стороны обвинили друг друга в использовании тяжёлых вооружений, запрещённых минскими соглашениями. Обострение ситуации вызвало серьёзную обеспокоенность руководства Евросоюза, ОБСЕ и аккредитованных в Киеве западных дипломатов. Глава МИД ЕС Федерика Могерини потребовала предоставить наблюдателям ОБСЕ «полный и неограниченный доступ в зону конфликта». 31 января постоянный совет ОБСЕ собрался на специальное заседание, посвящённое ситуации вокруг Авдеевки. Украина инициировала обсуждение ситуации на востоке Украины в Совете Безопасности ООН.
31 января украинские военные совершили две попытки прорыва позиций сепаратистов на юге Донбасса. По данным ДНР, за последние два дня в районе Авдеевки 78 украинских силовиков погибли и 76 получили ранения. Украинская армия, пытаясь прорвать позиции сепаратистов на мариупольском направлении в районе села Коминтерново, потеряла 27 военнослужащих убитыми, 10 ранеными и 1 БМП. В этот же день украинское командование заявило, о том, что ВСУ сумели закрепиться на новых территориях под Спартаком и перейти донецкую трассу в районе Царского Села. Сепаратисты ДНР опровергли эту информацию.
В Авдеевке сложилась тяжёлая гуманитарная ситуация: во время морозов температура воздуха в жилых домах упала до 15 градусов, причём вода и электричество также были отключены.
1 февраля в Минске состоялась встреча Контактной группы по урегулированию ситуации на востоке Украины, созванная после резкого обострения конфликта. Участники призвали к «полному прекращению огня», при этом все вооружения должны быть отведены от линии соприкосновения до 5 февраля. Эти призывы, однако, услышаны не были. Обстрелы продолжились. В Ясиноватой был обстрелян железнодорожный вокзал, продолжились обстрелы окраин Донецка. Под обстрел попали Донецкий аэропорт и Макеевка.
3 февраля в Луганске была взорвана машина начальника луганского управления Народной милиции ЛНР. Начальник управления полковник Олег Анащенко погиб.
7 февраля ДНР и ЛНР предложили Киеву прекратить огонь по всей линии соприкосновения, отвести тяжёлое вооружение и обеспечить мониторинг миссии ОБСЕ на линии соприкосновения. Киев отверг эти предложения. В этот же день министр иностранных дел Украины Павел Климкин заявил, что в Донбассе могут ввести военное положение.
8 февраля в своём кабинете был убит командир батальона «Сомали» Михаил Толстых (Гиви). В связи с гибелью «Гиви» в ДНР был объявлен трёхдневный траур.
15 февраля Контактная группа в Минске договорилась об отводе тяжёлых вооружений до 20 февраля.
18 февраля президент России Владимир Путин подписал указ о признании паспортов (всех документов) ДНР и ЛНР.
В ночь с 24 на 25 февраля украинские нацбатальоны захватили Донецкую фильтровальную станцию. 26 февраля украинские нацбатальоны покинули территорию Донецкой фильтровальной станции.
26 марта при крушении вертолёта в Донбассе погибли пять украинских силовиков.
29 марта Контактная группа договорилась о перемирии с 1 апреля.
31 марта в Мариуполе был взорван автомобиль с полковником СБУ Александром Хараберюшем.
12 апреля Контактная группа договорилась о перемирии с 13 апреля.
23 апреля у линии соприкосновения в Луганской области подорвалась машина миссии ОБСЕ. Один представитель миссии погиб, другой был ранен.
8 мая на дороге к мемориальному комплексу «Саур-Могила» произошли два взрыва. Взрывы прогремели за несколько минут до проезда по дороге кортежа главы ДНР Александра Захарченко. Погибших и пострадавших нет.
1 июня в Донбассе вступило в силу очередное перемирие. В этот же день ДНР посетил глава Специальной мониторинговой миссии ОБСЕ в Украине Эртугрул Апакан.
1-7 июня СММ ОБСЕ зафиксировала более 900 случаев нарушения режима прекращения огня. 7 июня на линии соприкосновения в районе села Желобок Славяносербского района Луганской области прошли ожесточённые бои, в том числе с задействованием реактивных систем залпового огня, ставшие самыми кровопролитными с января 2017 года, когда бои шли в окрестностях Авдеевки.
20 июня неизвестные вооружённые лица совершили неудачное нападение на патруль СММ ОБСЕ. В результате нападения сотрудники миссии ОБСЕ не пострадали. Подозреваемые в нападении были задержаны сепаратистами ДНР.
21 июня в рамках контактной группы по Украине была достигнута договорённость о т. н. «хлебном» перемирии с 24 июня до 31 августа — на время сбора урожая.
25 июня штаб АТО сообщил о задержании российского контрактника Виктора Агеева в составе «диверсионно-разведывательной группы» в Луганской области.
27 июня в Киеве при взрыве автомобиля погиб начальник спецназа Главного управления разведки Минобороны Украины полковник Максим Шаповал.
28 июня на территории подконтрольного Украине Константиновского района Донецкой области был взорван автомобиль с сотрудниками СБУ и контрразведки. При взрыве погиб полковник СБУ Юрий Возный, ещё три человека получили ранения.
7 июля в центре Луганска прогремели два взрыва, один человек погиб, семеро были ранены. В этот же день экс-представитель США при НАТО Курт Волкер был назначен спецпредставителем по координации урегулирования конфликта на Украине.
10 июля замминистра по делам неподконтрольных Киеву территорий Георгий Тука признал, что украинские власти не располагают юридическими доказательствами присутствия в Донбассе регулярной российской армии. В этот же день Волкер встретился с представителем Киева в контактной группе Леонидом Кучмой.
18 июля глава ДНР Александр Захарченко заявил на пресс-конференции о планах создания в границах Украины нового государства Малороссия со столицей в Донецке, имеющего внеблоковый статус и претендующего на членство в Союзном государстве России и Белоруссии. Руководство ЛНР, однако, дистанцировалось от этой инициативы, Ангела Меркель и Эмманюэль Макрон назвали её «недопустимой», а Владимир Путин заверил, что Россия не имеет к планам создания Малороссии никакого отношения. Постпред России в контактной группе в Минске Борис Грызлов заявил, что проект «Малороссии» не вписывается в минский процесс и не может считаться предметом реальной политики. Ранее как «личную инициативу» Александра Захарченко, не согласующуюся с минскими соглашениями, оценил этот план и пресс-секретарь президента РФ Дмитрий Песков.
19 и 20 июля произошел бой под Красногоровкой, силы АТО понесли существенные потери: 9 погибших, один пленный, более десяти раненых.
23 июля Курт Волкер, назначенный 7 июля спецпредставителем Госдепартамента США по вопросам Украины, посетил прифронтовые восточные регионы, начав ознакомление с темой донбасского урегулирования.
24 июля лидеры стран «нормандской четвёрки» провели двухчасовые переговоры по телефону, которые, однако, не привели к конкретным договорённостям. В переговорах впервые принял участие президент Франции Эмманюэль Макрон (ранее этот пост занимал Франсуа Олланд).
16 августа украинские силовики безуспешно пытались прорваться вглубь «серой зоны» в районе Коминтерново, под Мариуполем. В результате шесть солдат ВСУ погибли.
20 августа подразделения украинской 57-й отдельной мотопехотной бригады безуспешно предприняли попытку захвата посёлка Жабуньки в пригороде Донецка.
24 августа Контактная группа договорилась об очередном перемирии с 00:00 25 августа. Перемирие это было названо «школьным».
30 августа в Донбассе под обстрел попала съёмочная группа российских журналистов. В результате обстрела никто не пострадал.
5 сентября президент России Владимир Путин заявил о поддержке идеи отправки миротворцев ООН в Донбасс. Однако, по словам Путина, миротворцы должны находиться только на линии соприкосновения сторон и защищать наблюдателей миссии ОБСЕ. Глава МИД ФРГ приветствовал инициативу президента РФ.
23 сентября в центре Донецка (на проспекте Мира) прогремел взрыв. Пострадали восемь человек. Вскоре после взрыва произошёл подрыв автомобиля, в ходе которого был ранен министр доходов и сборов ДНР Тимофеев.
4 октября президент Порошенко внёс в Верховную раду законопроект «Об особенностях государственной политики по обеспечению государственного суверенитета Украины над временно оккупированными территориями в Донецкой и Луганской областях». Также президент внёс законопроект «О создании необходимых условий для мирного урегулирования в Донбассе», предусматривающий продление особого статуса региона на год.
5 октября подполковник и начальник подразделения шифровальной службы СБУ Роман Лабусов перешёл на сторону ДНР, забрав с собой документы о шпионской деятельности в отношении Новороссии и России.
6 октября Верховная рада Украины приняла законопроект о продлении особого статуса Донбасса на год.
7 октября Порошенко подписал закон о продлении на год особого статуса Донбасса. В этот же день спецпредставитель Госдепа США по Украине Курт Волкер и помощник президента России Владислав Сурков провели переговоры в Белграде по проблемам, касающимся урегулирования положения на востоке Украины.
25 октября в Киеве было совершено покушение на Игоря Мосийчука, члена «Радикальной партии Олега Ляшко» и бывшего заместителя командира батальона «Азов». Мосийчук был ранен при взрыве заминированного мопеда. От взрыва погибли капрал полиции — охранник Мосийчука и случайно проходивший подполковник МВД в отставке.
30 октября было совершено второе покушение на Адама Осмаева, командира батальона имени Джохара Дудаева. Автомобиль Осмаева и его жены Амины Окуевой был расстрелян из засады у железнодорожного переезда в посёлке Глеваха Васильковского района Киевской области. Сам Осмаев был ранен, но остался жив. Окуева была убита попаданием в голову.
20 ноября глава ЛНР Игорь Плотницкий отправил в отставку министра внутренних дел Игоря Корнета, против которого было возбуждено уголовное дело. И. о министра стал начальник криминальной полиции Владимир Черков. Корнет обвинил людей из окружения Плотницкого в сговоре с Киевом и отказался покидать свой пост. 21 ноября в центре Луганска появились неизвестные вооружённые люди и военная техника, заблокировавшие правительственный квартал и отказавшиеся выполнить приказ Игоря Плотницкого покинуть территорию. Сотрудники правительства и Народного совета ЛНР были распущены по домам. Вечером Игорь Плотницкий подтвердил, что Корнет отправлен в отставку, а происходящие в городе события назвал попыткой захвата власти. Вечером «Новая газета» сообщила, что на территорию ЛНР вошла колонна из нескольких десятков «Уралов» с военными из соседней Донецкой народной республики.
23 ноября Плотницкий покинул Луганск и направился в Москву «на консультации».  24 ноября на новостном сайте «Луганскинформцентр» было опубликовано заявление министра госбезопасности ЛНР Леонида Пасечника об уходе в отставку Игоря Плотницкого: «Сегодня Игорь Венедиктович Плотницкий подал в отставку по состоянию здоровья. Сказались многочисленные боевые ранения, последствия контузии. В соответствии с его решением я приступаю к исполнению обязанностей главы республики впредь до предстоящих выборов». Позднее Народный совет ЛНР принял решение о досрочном прекращении полномочий главы республики Игоря Плотницкого.
5 декабря ООН объявила о прекращении с марта 2018 года продовольственной помощи Донбассу из-за нехватки финансирования.
19 декабря российские военные наблюдатели официально вышли из Совместного центра по контролю и координации за перемирием, так как Украина всячески мешала работе российских наблюдателей. Страны Европы попросили вернуться офицеров России для работы в СЦКК, а также попросили Украину создать нормальные условия для работы российских наблюдателей.
20 декабря Контактная группа согласовала очередное перемирие, которое вступило в силу 23 декабря.
27 декабря на линии разграничения между украинской армией и силами самопровозглашённых республик Донбасса состоялся обмен задержанными (пленными), в ходе которого стороны передали друг другу более 300 человек. На достижение договорённости об освобождении большей части лиц, удерживавшихся сторонами конфликта, ушло более года. Став важным шагом по выполнению Минских соглашений, обмен задержанными, однако, не внёс кардинального перелома в урегулирование ситуации в Донбассе — буквально за несколько дней до этого Госдепартамент США подтвердил намерение американской администрации начать поставки Украине летального оружия. В оборонном бюджете США на 2018 финансовый год предусматривается предоставление Украине военной помощи на 350 млн долларов. Летальное оружие, которое Украина начнёт получать в 2018 году, будет включать в себя крупнокалиберные снайперские винтовки Barrett M107A1, боеприпасы и запчасти к ним, а также современные ПТРК Javelin (210 противотанковых ракет и 35 установок стоимостью 47 млн долларов). Реакция России на решение США оказалась предсказуемо негативной: в Москве считают, что поставка американских вооружений поощряет сторонников силового решения конфликта и способствует втягиванию США в конфликт на востоке Украины.